# Eric D’Hoker
Eric D’Hoker (* 18. Oktober 1956 in Belgien) ist ein belgisch-US-amerikanischer theoretischer Physiker.
D’Hoker studierte ab 1974 an der Universität Paris XIII in Orsay, 1975/76 am Lycée Condorcet und 1976 bis 1978 an der École polytechnique. 1978 ging er an die Princeton University, an der er 1981 promoviert wurde. Als Post-Doktorand war er bis 1984 am Center for Theoretical Physics des Massachusetts Institute of Technology. 1984 wurde er Assistant Professor an der Columbia University, 1986 Assistant Professor an der Princeton University und 1988 Associate Professor an der University of California, Los Angeles, mit voller Professur ab 1990. Er wurde dort 2009 Distinguished Professor.
Er befasste sich mit Duong H. Phong in den 1980er Jahren mit der Geometrie hinter Superstring-Störungstheorie neben weiteren Themen im Umkreis von Superstrings und deren Mathematik. Ein weiteres Thema seiner Forschung sind integrable Systeme.
1997 war er am Institute for Advanced Study. Weiter war er Gastwissenschaftler unter anderem an der University of California, Santa Barbara, in Kyoto, am CERN. 2005 wurde er Fellow der American Physical Society.
2004 wurde er US-Staatsbürger.

## Schriften (Auswahl)
- mit Phong: Multiloop amplitudes for the bosonic Polyakov string, Nucl. Phys. B, Band 269, 1986, S. 205–234
- mit Phong: Loop amplitudes for the fermionic string, Nucl. Phys. B, Band 278, 1986, S. 225–241
- mit Phong: On determinants of Laplacians on Riemann surfaces, Communications in Mathematical Physics, Band 104, 1986, S. 537–545
- mit Phong: The geometry of string perturbation theory, Reviews of Modern Physics, Band 60, 1988, S. 917
- mit Phong: Seiberg-Witten theory and integrable Systems, Vorlesungen Edinburgh, Kyoto, Arxiv 1999
- mit Phong: Lectures on supersymmetric Yang-Mills theory and integrable systems, in: D’Hoker, Phong, Yvan Saint-Aubin, Luc Vinet (Hrsg.): Theoretical physics at the end of the twentieth century, CRM Summer School, Banff, Springer 2002, S. 1–125
- mit Phong: Two-loop superstrings.: I. Main formulas, Phys. Lett. B, Band 529, 2002, S. 241–255
- mit Phong:  Lectures on two loop superstrings, Hangzhou, Peking 2002, Arxiv